# Paul Drechsel (Kulturwissenschaftler)
Paul Drechsel (* 31. Oktober 1944 in Saalfeld/Saale; † 5. Juni 2025) war ein deutscher Kulturwissenschaftler und Hochschullehrer.

## Leben
Paul Drechsel ist Physiker und Professor für Ethnologie an der Johannes Gutenberg-Universität Mainz. Seine Arbeitsschwerpunkte sind die Quantentheorie,  Globalisierung, inter- und transkulturelles Management, ethnische und nationalistische Mobilisierung, ökonomische und soziopolitische Transformationsprozesse, interkulturelle Kommunikation, kognitive und sozioökonomische Evolution, Ethnolinguistik, Diversity Management, südliches Afrika, Ethnizität, Kultur-, Wissenschafts- und Systemtheorie. Zusammen mit Henk Pauw hat er die DP-Kurve ersonnen, mit der die Evolution der Gesellschaften erfasst werden kann.
Paul Drechsel wurde als zweiter Sohn des Chemotechnikers Karl Drechsel und Elisabeth Drechsel, geb. Seiler geboren. Er besuchte 1951–53 die Grundschule Frankfurt-Höchst, 1953–57 die Internatsschule Marienhausen bei Rüdesheim und 1957–61 die Internatsschule Marianum bei Fulda. Dann ließ er sich zum Chemielaboranten ausbilden. Im Zweiten Bildungsweg holte er 1968 das Abitur nach, um im April 1968 mit dem Physik- und Mathematikstudium zu beginnen. 1973 wechselte er zur Ethnologie, Soziologie und Afrikanistik. Drechsel promovierte 1978 zum Dr. phil. und habilitierte sich 1989, beides in Mainz. Seit 1979 lehrte er am Institut für Ethnologie und Afrikastudien. Mehrjährige Forschungsaufenthalte führten ihn nach Griechenland, Simbabwe und Südafrika, wo er im April 1994 Wahlbeobachter war.
Im Juni 2025 verstarb Paul Drechsel im Alter von 80 Jahren.

## Schriften
- Probleme einer systemtheoretischen Kulturdarstellung. Dissertation, Mainz 1978
- Traditional logic and quantum logic. Mainz 1979
- Verwandtschaft und Eheform. In: Der Überblick. Band 2, 1982
- Vorschläge zur Konstruktion einer „Kulturtheorie“ und was man unter einer „Kulturinterpretation“ verstehen könnte. In: Ernst Wilhelm Müller (Hrsg.): Ethnologie als Sozialwissenschaft. Opladen, 1984, S. 44–84, ISBN 3-531-11726-2
- Geschlechtsreife und Legimitaion zur Zeugung bei den australischen Ureinwohnern. In: Ernst Wilhelm Müller: Geschlechtsreife und Legitimation zur Zeugung. Alber, Freiburg (Breisgau) [u. a.] 1985, S. 717–758, ISBN 3-495-47443-9
- mit Bettina Schmidt: Transition to democracy in Africa. Comments and summary of the conference „Transition to democracy in Africa“. Friedrich Naumann-Foundation, Königswinter, September 10 to 12, 1993. In: Internationales Afrikaforum. Band 29, 1993, S. 389–401
- Sozialstruktur und kommunikatives Handeln. Reflexionen über eine postmoderne Ethno-Soziologie. Lit, Münster und Hamburg 1994, ISBN 3-89473-799-9 (=Politische Soziologie, Band 7; zugleich Habilitationsschrift 1989)
- mit Bettina Schmidt: Südafrika. Chancen für eine pluralistische Gesellschaftsordnung. Westdeutscher Verlag, Opladen 1995, ISBN 3-531-12735-7
- Interkulturalität. Grundprobleme der Kulturbegegnung. Mainz 1998
- mit Bettina Schmidt: Ruanda im Kontext des südlichen Afrika. Soziopolitische und ökonomische Aspekte. In: Internationales Afrikaforum. Band 35, 1999, S. 375–381
- mit Bettina Schmidt und Bernhard Gölz: Kultur im Zeitalter der Globalisierung. Von Identität zu Differenzen. Iko-Verlag für Interkulturelle Kommunikation, Frankfurt 2000, ISBN 3-88939-516-3
- mit Henk Pauw: Aktuelle Weltbankberichte und die Millenniums-Entwicklungsziele „Integriertes Management der EZ“. Fallbeispiel Südafrika. In: Internationales Afrikaforum. Band 39, 2003, S. 253–268